# Gumpendorfer Pfarrkirche

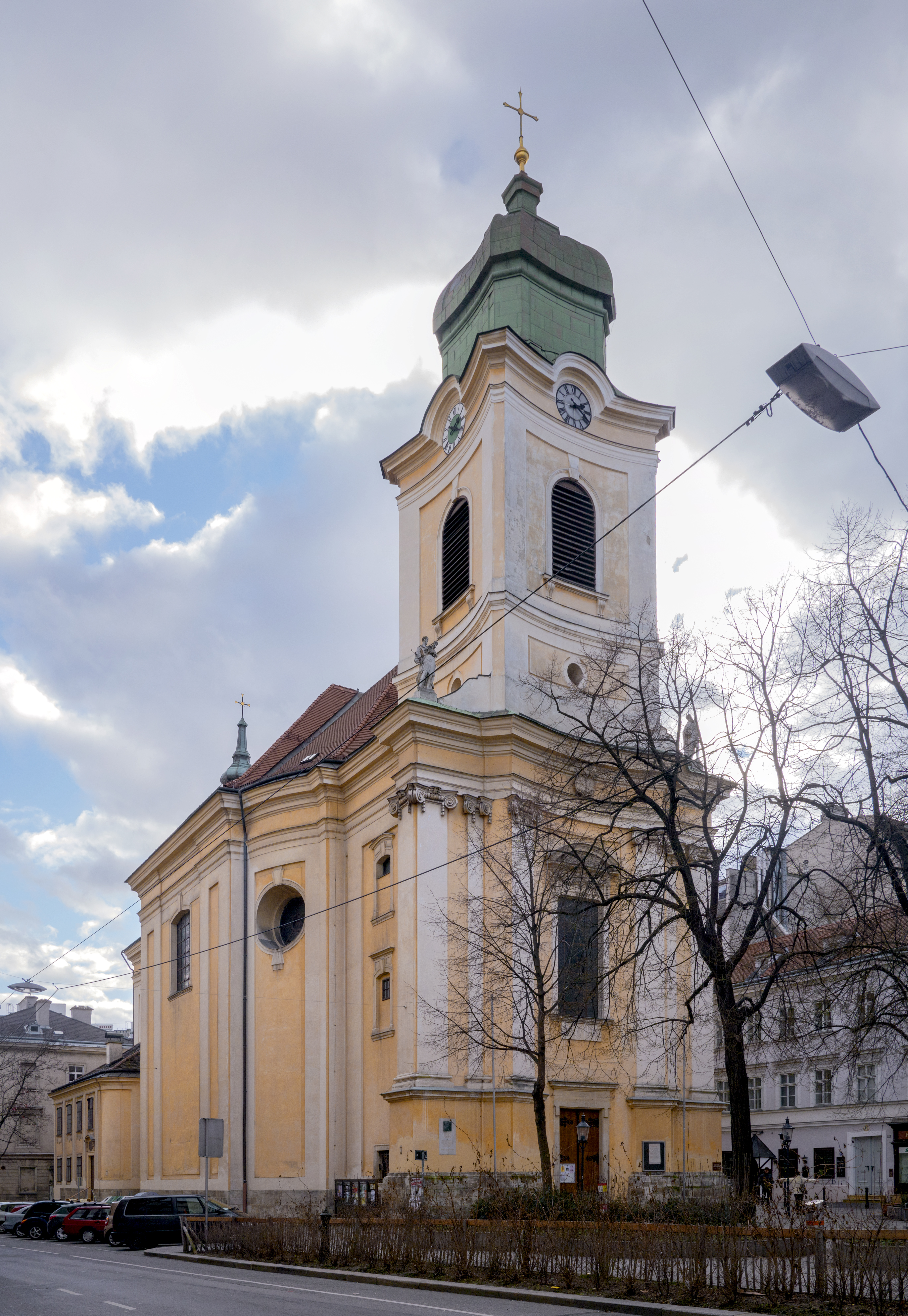
Gumpendorfer Pfarrkirche

Die Pfarrkirche hl. Ägidius ist eine römisch-katholische Kirche in Gumpendorf im 6. Wiener Gemeindebezirk Mariahilf.
Die freistehende Kirche befindet sich im früher eigenständigen Vorort Gumpendorf. Etwas zurückgesetzt von der Gumpendorfer Straße bildet sie mit der Brückengasse einen kleinen Platz und steht am Endpunkt der Sichtachse der Stumpergasse.

## Geschichte
Im Jahre 1239 zur Pfarre erhoben wurde 1244 eine romanische Kapelle an einem römischen Wachturm urkundlich genannt. Ulrich II. von Kapellen ließ ab 1293 ein romanisches Langhaus erbauen, das sein Enkel Eberhard I. von Kapellen 1351 um einen gotischen Chor erweitern ließ. 1360 wurde die Pfarrkirche dem Zisterzienserstift Baumgartenberg inkorporiert. In den Jahren 1529 und 1683, während der beiden Belagerungen Wiens durch die Osmanen, wurde sie beschädigt, 1678 dem Schottenstift inkorporiert und bis 1700 wiederaufgebaut. Nach der Demolierung des Turmes wurde von 1765 bis 1770 etwas nördlicher eine neue Kirche nach den Plänen von Baumeister Franz Sebastian Rosenstingl erbaut. 1772 wurde das alte romanische Langhaus demoliert und 1792 der heutige Kirchturm von Baumeister Josef Reymund errichtet. 1807 wurde im Westen der Chor von Baumeister Ernst Koch angebaut, 1908 der Orgelchor vergrößert. Seit 1946 wird die Kirche von den Eucharistinern geführt. In dieser Kirche wurden Fanny Elßler, Amon Göth und Oskar Werner getauft.

## Architektur

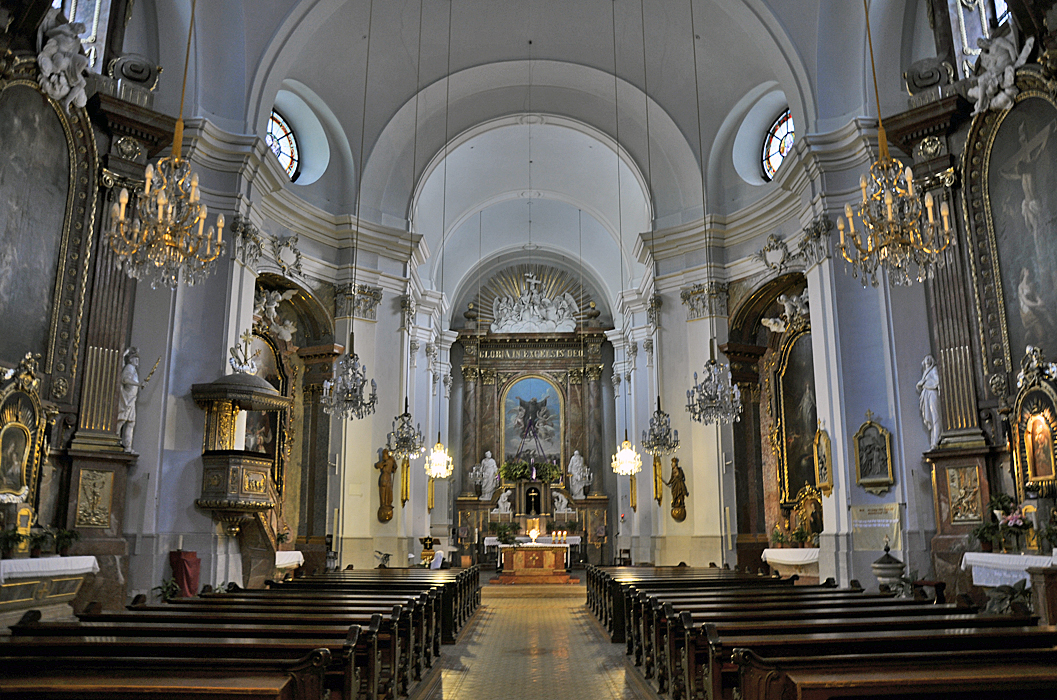
Innenansicht

Die Fassade ist mit großer ionischer Pilasterordnung über einem hohen Sockel gestaltet; die Seiten- und Chorfronten haben Rahmengliederung, Stichbogenfenster und Ochsenaugen. Vorangestellt ist der mittlere vorspringende Fassadenturm mit einschwingender Front und Welscher Haube sowie Steinfiguren der Heiligen Josef und Leopold. Der Chorturm ist durch einen Zwiebelhelm gekrönt. Im Sockel der Westfront sind römische Inschriftensteine aus der Zeit Kaiser Trajans eingelassen. – Der Innenraum besteht aus dem dreijochigen Hauptraum, der durch Betonung des Mitteljochs und Abschrägung der westlichen und östlichen Jochkanten zentralisierend gestaltet ist, sowie dem eingezogenen rechteckigen Chor. Die Einrichtung umfasst Bilder von Martin Johann Schmidt.

## Orgel

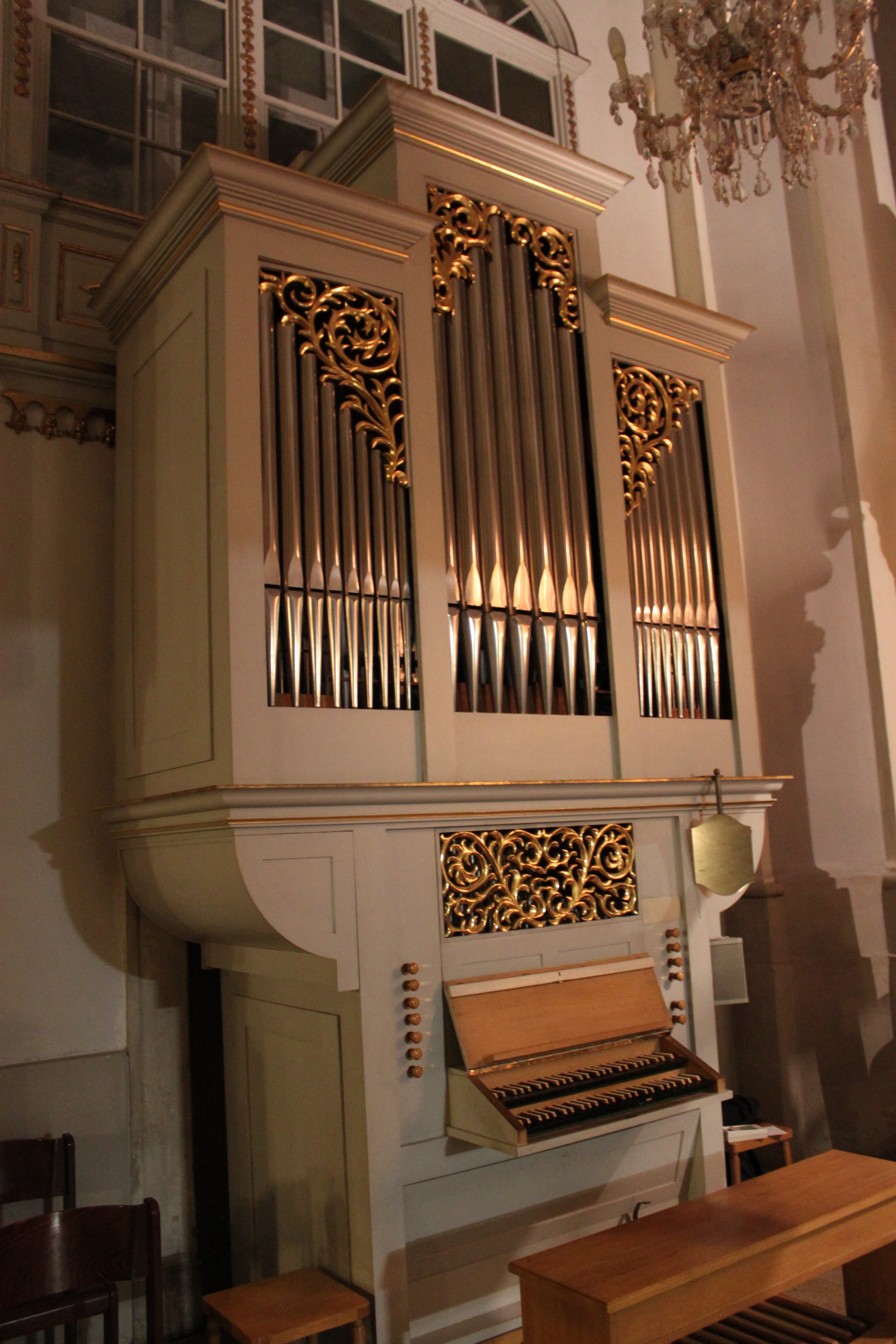
Chororgel, Gumpendorfer Pfarrkirche

Die Orgel steht im Chor und wurde 1987 von dem Orgelbauer Herbert Gollini erbaut. Das Schleifladen-Instrument hat 13 Register auf zwei Manualen und Pedal. Die Spiel- und Registertrakturen sind mechanisch.
| I Hauptwerk C–g3 |           |        |
| 1.               | Prinzipal | 8′     |
| 2.               | Hohlflöte | 8′     |
| 3.               | Oktave    | 4′     |
| 4.               | Quinte    | 2 ⁄3′  |
| 5.               | Oktave    | 2′     |
| 6.               | Terz      | 1 3⁄5′ |
| 7.               | Mixtur IV |        |

| II Nebenwerk C–g3 |           |    |
| 8.                | Gedeckt   | 8′ |
| 9.                | Rohrflöte | 4′ |
| 10.               | Gemshorn  | 2′ |
| 11.               | Sedecima  | 1′ |

| Pedalwerk C–f1 |             |     |
| 12.            | Subbass     | 16′ |
| 13.            | Gedecktbass | 8′  |

- Koppeln: II/I, I/P, II/P

## Gedenktafeln
Links des Portals sind zwei Gedenktafeln angebracht:
- Für Joseph Haydn, die im Auftrag des Wiener Schubertbundes vom Bildhauer Robert Ullmann geschaffen wurde (Enthüllung am 30. März 1932 in Anwesenheit des Bundespräsidenten Wilhelm Miklas[2]), die besagt, dass in dieser Kirche der Leichnam des unsterblichen (Joseph Haydn) am 1. Juni 1809 eingesegnet wurde.
- Für Franz Kardinal König (Enthüllung am 13. März 2015[3]), der während seiner letzten Lebensjahre in dieser Kirche als Aushilfskaplan tätig war.

## Gemeindeleben
Sonntags-Gottesdienste finden in der Kirche jeweils um 8:00, um 10:00 und um 18:30 statt.
In der Pfarre Gumpendorf befindet sich eine Le+O-Ausgabestelle der Caritas der Erzdiözese Wien. Sie bietet Unterstützung für armutsgefährdete Personen durch die Ausgabe von Lebensmitteln und kostenlose Beratung.